# Caffè Michelangiolo

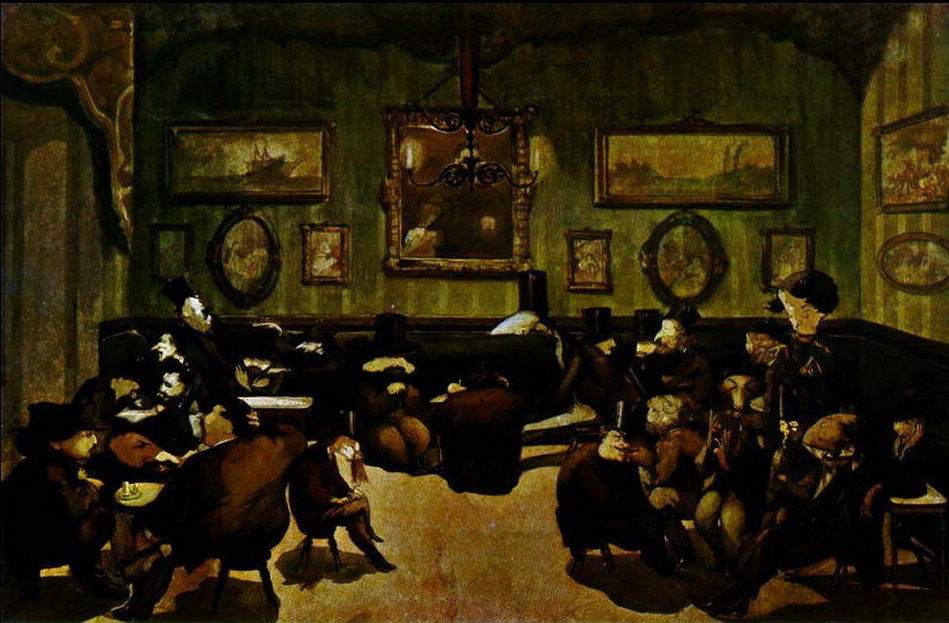
Caffè Michelangiolo, Adriano Cecioni, 1861

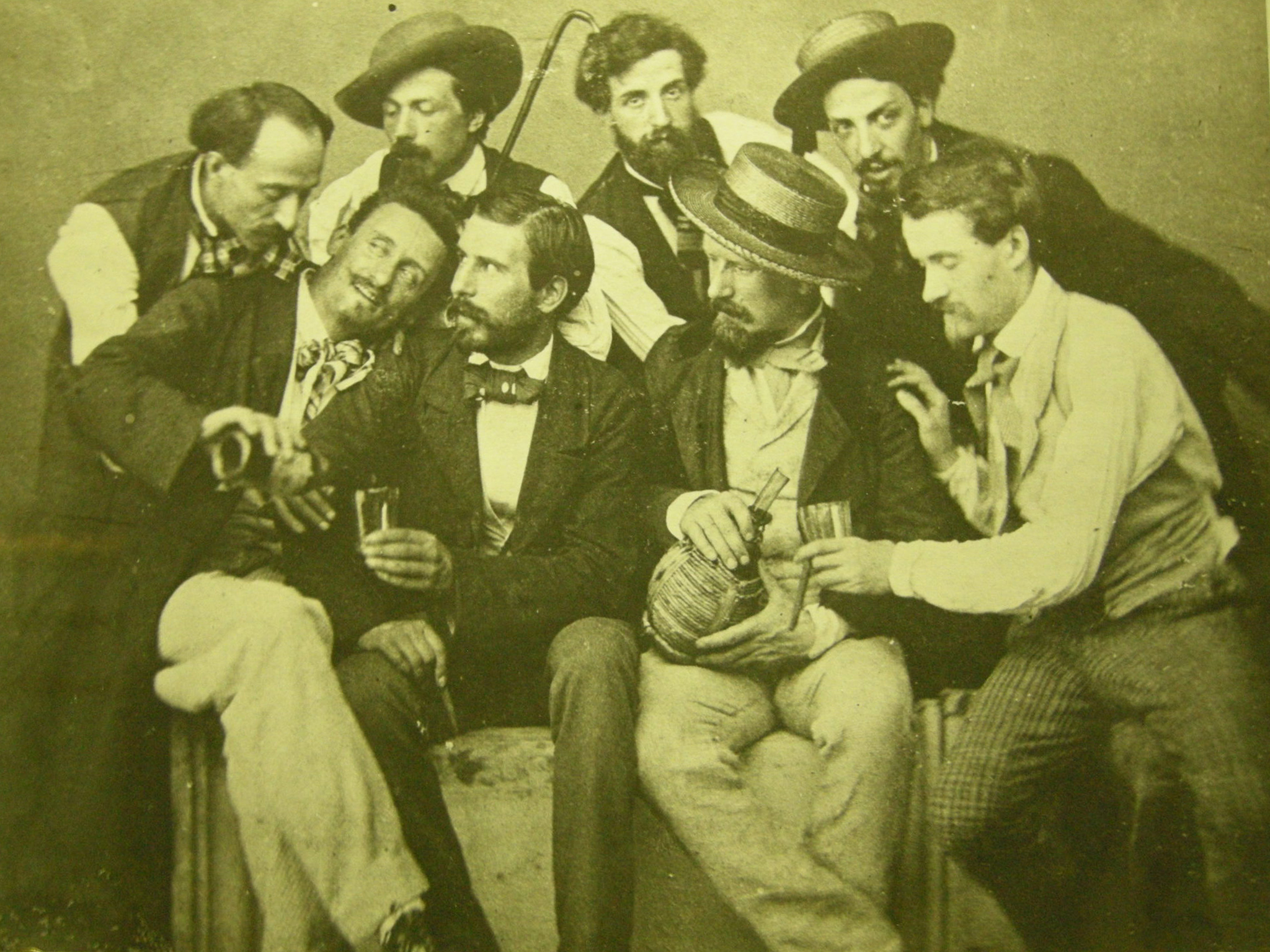
Grupa Macchiaioli w Caffè Michelangiolo

Caffè Michelangiolo – historyczna kawiarnia we Florencji miszcząca się przy Via Larga (obecnie Via Cavour). Funkcjonowała w latach 1848–1866. W okresie XIX-wiecznych wojen o niepodległość Włoch stała się ważnym miejscem spotkań toskańskich pisarzy i artystów, a także patriotów i uchodźców politycznych z innych włoskich regionów. Odwiedziali ją artyści z grupy Macchiaioli.